# Anomalicornia tenuicornis
Anomalicornia tenuicornis är en stekelart som beskrevs av Mercet 1921. Anomalicornia tenuicornis ingår i släktet Anomalicornia och familjen sköldlussteklar. Inga underarter finns listade i Catalogue of Life.